# Boko (district)
Pour les articles homonymes, voir Boko.
Boko est un district de République du Congo situé dans le département du Pool. Il est peuplé en majorité par les Kongo (Kongo-boko). Sa population est estimée à près de 13 643 habitants. L'économie locale dépend à 85 % des activités agricoles.

## Histoire
Boko fut créée en 1875 ; il devient officiellement de la sous-préfecture de la région du Pool Malebo en 1912. Issu de plusieurs acceptions, Boko serait le nom du premier habitant de cette contrée.
En effet, les colons français en quête de territoire pour y installer leur campement et poste administratif, se verront accueillis par mâ Boko qui leur offrit des terres ; et en reconnaissance à tout ceci, ces derniers donnèrent le nom de cette dame à la contrée.
Pour d’autres, le vocable « Boko » est né d’une mauvaise interprétation du mot teke Buo okuo qui veut dire : eux là-bas.
Karl Laman quant à lui stipule que Boko en langue Kongo signifierait: un lieu public rural où se discutent les intérêts publics et où l’on tient les palabres ; où les étrangers se reposent et où se tiennent quotidiennement des petits marchés ; lieu de repos.
Selon certaines sources, Boko était à l’origine, un Kiboka donc une place publique (rurale) où l’on tient les palabres et où les étrangers se reposent. Boko est aussi une sorte de fusil, fusil à silex.
Il provient aussi du verbe Booka qui se traduit par : appeler, crier, s’écrier, pousser de détresse ; ou, très abondant, amplifier, croître, pousser, appel d’une multitude que l’on peut comparer au vacarme.
C’est à partir du XVIIe siècle donc à la suite de la migration des Kongo arrivant de deux zones capitales telles Ngoudianza et Manianga que ce lieu fit l’objet de toutes les attentions et par conséquent, il fut choisi comme lieu de rassemblement mais également le point de départ vers d’autres zones de peuplement.
Par ailleurs, c’est au XIXe siècle que se créée une communauté rurale, où s’installe plusieurs sortes d’activités commerciales liées à l’agropastorale.

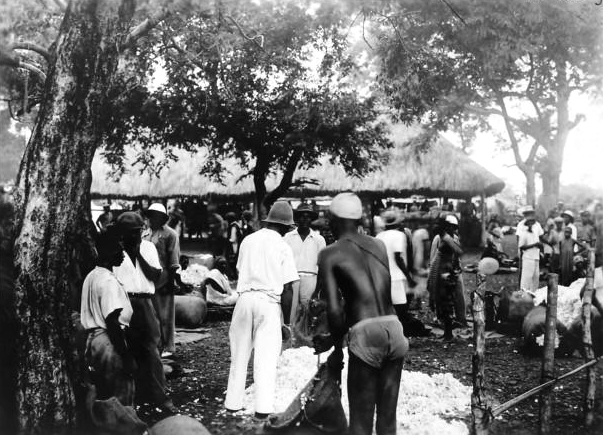
Grand marché public de coton à Boko, au sud et près de Brazzaville (1924)

## Géographie
Le district de Boko est situé à l'extrême sud-est de la République du Congo dans le département du Pool, à 83 km au sud de Brazzaville la capitale du pays.

### Relief
Le relief de Boko est caractérisé par une succession de collines vigoureuses de faible altitude pouvant atteindre jusqu'à 750 m. Les sols sont en majorité lessivés et facilement érodés (sols schisto-gréseux ferrallitiques fortement désaturés et hydromorphes). On note aussi des sols sablonneux couverts de savanes parfois steppiques.

### Végétation
La végétation est essentiellement composée de savanes claires et de quelques forêts galeries. Cette dernière verdoyante, fruit d'un climat favorable au développement de la couverture végétale, est dominée par les milieux savaniers qui occupent les 3/4 de sa superficie.

### Hydrographie
Boko est bordé par le fleuve Congo (deuxième fleuve le plus puissant au monde après l'Amazone), mais il existe de nombreux cours d'eau qui reflètent la densité hydrographique de Boko (Loufoulakari, Voula, Kimpila, etc.).

### Climat
Boko possède un climat tropical de savane avec hiver sec (AW) selon la classification de Köppen. Les précipitations sont beaucoup plus importantes en été (saison des pluies) qu'elles ne le sont en hiver (saison sèche). La température moyenne est de 25.3°c et les précipitations sont en moyenne de 1 273,9 mm. Le mois de juin est le plus sec avec des précipitations moyennes de 12,2 mm, à contrario, les précipitations les plus importantes de l'année sont en novembre avec une moyenne de 261,9 mm.
Mars est le mois le plus chaud de l'année avec une moyenne de 26,5 °C, tandis qu'en juillet la moyenne est de 22,8 °C, et fait de ce mois le froid de l'année.
Le record de chaleur est de 41 °C enregistré le 28 avril 1981 et le record de froid de 4 °C a été enregistré le 18 juillet 1989.

## Population et Société

### Démographie
En 2010, on estimait la population totale du district de Boko à 13643 habitants pour 6610 hommes soit 42 % de la population et 7033 femmes soit 58 %, avec 4266 ménages pour une densité de 12,33 habitants/km2. La population vivant dans le district de Boko est majoritairement issue du grand groupe ethnique Kongo, qui avait fondé l'ancien royaume du Kongo et qui a perduré entre le XIVe et le XIXe siècle avant de devenir vassal du Portugal lors de la conférence de Berlin. Les kongo habitants ce district se font appeler kongo boko.

### Langues
Le français est la langue officielle et est utilisé dans l'administration ainsi que dans les milieux formels. Le kikongo reste la langue locale la plus parlée par la population du fait de son homogénéité ethnique, mais les deux langues nationales que sont le Lingala et le Kituba sont aussi parlées par la population.

### Éducation
Le système éducatif de Boko est le même que celui en vigueur dans tout le reste du pays, c'est-à-dire constitué d'un cycle préscolaire, primaire, secondaire et supérieur (même si le district ne dispose pas encore d'une école supérieure).

### Religion
Zone majoritairement chrétienne, on y trouve de fervents adeptes des religions traditionnelles africaines. C'est aussi l'un des fiefs du Kimbanguisme en République du Congo, on compte de nombreux fidèles parmi la population locale. Boko abrite d'ailleurs le premier et le plus ancien temple kimbanguiste au monde.

### Culture et Art
Le district de Boko se situe dans l'aire culturelle kongo, ses habitants ont su préserver les us et coutumes issus de l'ancien royaume de Kongo dont ils ont fait partie. Parmi tout cet héritage, on peut citer le Folklore Kongo (musique traditionnelle), le Kitemo (il s'agit d'une cagnotte, alimentée à échéances régulières par les cotisations de tous ses membres, dont chacun reçoit à tour de rôle la totalité des sommes versées).

### Tourisme
On trouve dans le district de Boko de nombreux sites touristiques importants qui font la renommée du pays. Parmi ces sites les plus importants, on note : les chutes de la Loufoulakari, les chutes de Bela. Outre ces sites, l district offre une magnifique vue de son paysage savanier jalonné de collines. On peut également visiter l'ancienne résidence de l'ancien président du pays Alphonse Massamba-Débat.

## Administration
Le district de Boko est une circonscription administrative conformément à la loi nº3-2003 du 17 janvier 2003, fixant l'organisation administrative territoriale. Il comprend une communauté urbaine (Boko) subdivisée en quartiers et compte de nombreux villages.

## Économie
Boko a un micro-climat dont les minimas extrêmes atteignent 6 °C. Ce climat est particulier favorise la pratique des cultures maraîchères et l'arboriculture fruitière du type occidentale. Il contribue à 50 % dans l'approvisionnement en produits maraîchers et à près de 25 % en produits vivriers de Brazzaville. Sa population est dynamique et dispose des bases traditionnelles et coutumières permettant l'auto développement de la zone. L'économie locale dépend à 85 % des activités agricoles.
De nos jours, comme dans tout le département du Pool, le district de Boko a connu des dynamiques de recomposition socioéconomique après les conflits. Ces dynamiques ont pour causes principales les migrations de population, la réfection de la RN1, les dynamiques agricoles et la polarité des petites villes.
L'agriculture étant un secteur très important, de nombreuses cultures y sont cultivées et produites chaque année.
Ces cultures sont présentées dans le tableau ci-dessous d'après les données de l'Institut National de la Statistique (INS) présentent dans l'annuaire statistique du Pool.
| Cultures  | Production (2014) | Production (2015) | Production (2016) | Production (2017) | Production (2018) |
| --------- | ----------------- | ----------------- | ----------------- | ----------------- | ----------------- |
| Amarente  | 950 kg            | 800kg             | 1100 kg           | 400 kg            | 350 kg            |
| Arachide  | 117 t             | 97 t              | 20 t              | ?                 | ?                 |
| Aubergine | 3380 kg           | 1600 kg           | 1450 kg           | 600 kg            | 790 kg            |
| Baselle   | 550 kg            | 450 kg            | 650 kg            | 150 kg            | 150 kg            |
| Concombre | 2500 kg           | 1800 kg           | 1500 kg           | 300 kg            | 250 kg            |
| Manioc    | 2121 t            | 2108 t            | 2185 t            | ?                 | ?                 |
| Tomate    | ?                 | 9850 kg           | ?                 | ?                 | ?                 |

## Personnalités liées à la ville
- Alphonse Massamba-Débat (1921-1977)